# Второй экран
«Второй экран» (англ. Second Screen) — технология, позволяющая зрителю получать дополнительную, расширенную информацию о вещаемом контенте, транслируемом на другом устройстве, например телевизоре, и даже использовать её в интерактивном режиме на мобильных устройствах (смартфоне/планшете).
Понятие «Second Screen» используется для обозначения информационно-интерактивных функций, направленных на удержание и дополнительное вовлечение аудитории в процесс трансляций (вещания), с целью привязки зрителя к программе/трансляции, объединяя, таким образом, просмотр и социальное взаимодействие с аудиторией. Данная задача особенно актуальна и важна в условиях отрицательной динамики количества зрителей ТВ. А благодаря приложениям по принципу «второго экрана» телевидение может стать действительно интерактивным (социальное телевидение).
Второй экран не следует путать с режимом раздельного экрана (деление экрана для отображения нескольких источников) или мультимонитором (несколько экранов с одинаковым контентом).

## Исследование и анализ
Исследования показывают, что зритель все чаще использует планшет или смартфон во время просмотра ТВ и даже при просмотре в живую. Данная тенденция распространяется на широкий вещательный контент: от спортивных трансляций до политики и новостей. Приложения принципа «второго экрана» могут вовлечь аудиторию разными способами: через опрос, сбор комментариев, обеспечением доступа к расширенной информации о вещаемом контенте (программа, матч, интервью и т. д.).
Первая заявка на патент подобной технологии была подана компанией Google в апреле 2003 года.

## Использование на ТВ

### В мире
Одним из первых популярных проектов, использующих интерактив «второго экрана», стал сериал канала ABC «Анатомия страсти» (Grey’s Anatomy). Во время просмотра зрители на своих портативных устройствах могли получить дополнительную информацию о серии, которая шла в прямом трансляции на канале.

### В России
Впервые в российском вещании «Second Screen» была использована в спорте: в декабре 2013 года на «Кубке Первого канала» по хоккею. Далее применялась на Олимпиаде-2014 в Сочи. Благодаря мобильным приложениями зрители получали дополнительную оперативную информацию о соревнованиях и спортсменах: глубокую статистику по игрокам и командам, интересные подробности о виде спорта, спортсменах, их личной жизни, фото и расписание.
В 2016 появилось приложение с принципом «второго экрана» для музыкального шоу «Голос». Главной задачей приложения было дать доступ зрителям во время шоу участвовать в онлайн-голосовании, предсказывая, кто из участников проекта пройдёт в следующий тур. По результатам голосования телезрители, получившие больше всего баллов, приглашали в качестве гостей на прямые эфиры — ¼, ½, финал. Кроме того, была доступна к информации о выступающем участнике и интересным фактам об исполняемой песне, которая шла в реальном времени по ТВ.
Применение «второго экрана» нашло и в приложениях: сериала «Молодёжка» (была добавлена возможность синхронизация информации с просматриваемой серией по звуку), музыкального шоу «Главная сцена», шоу «Артист».
В 2021 году сервис «второго экрана» был запущен на платформе Wink к фильмам и сериалам с возможностью синхронизации по QR-коду.